# Brooke Berry
Brooke Berry, nacida el 7 de marzo de 1980 en Vancouver, Columbia Británica, es una modelo y actriz canadiense. Fue elegida como Playboy´s Playmate en el mes de mayo del 2000, y ha aparecido en varios vídeos de Playboy.